# سمامة (مدينة)
سمّامة هي قرية ريفية   تونسية تابعة لمعتمدية سبيطلة بولاية القصرين. بلغ عدد سكانها 3602 ساكن في سنة 2004

### جبل سمامة
تردد ذكر جبل سمّامة بكثرة في وسائل الإعلام التونسية في أواخر سنة 2013، ويعود ذلك لتحصن مجموعات إرهابية فيه مما استوجب تدخل قوات من الجيش التونسي وقصف الجبل ومطاردة الإرهابيين المتحصنين فيه. انتهت هذه العمليات إلى تحويل الجبل إلى منطقة عسكرية.